# Ḅ
Das Ḅ (kleingeschrieben ḅ) ist ein Buchstabe des lateinischen Schriftsystems. Es besteht aus einem B mit Unterpunktakzent.
Der Buchstabe ist im Afrika-Alphabet enthalten und wird in einigen afrikanischen Alphabeten als Alternative zum Buchstaben Ɓ zur Darstellung des bilabialen stimmhaften Implosivs verwendet. Dazu zählen beispielsweise einige der ijoiden Sprachen (wie Nembe) oder das Degema.

## Darstellung auf dem Computer
Unicode enthält das Ḅ an den Codepunkten U+1E04 (Großbuchstabe) und U+1E05 (Kleinbuchstabe).
In TeX kann man das Ḅ durch den Befehl \d B bzw. \d b bilden.